# Cabernet franc

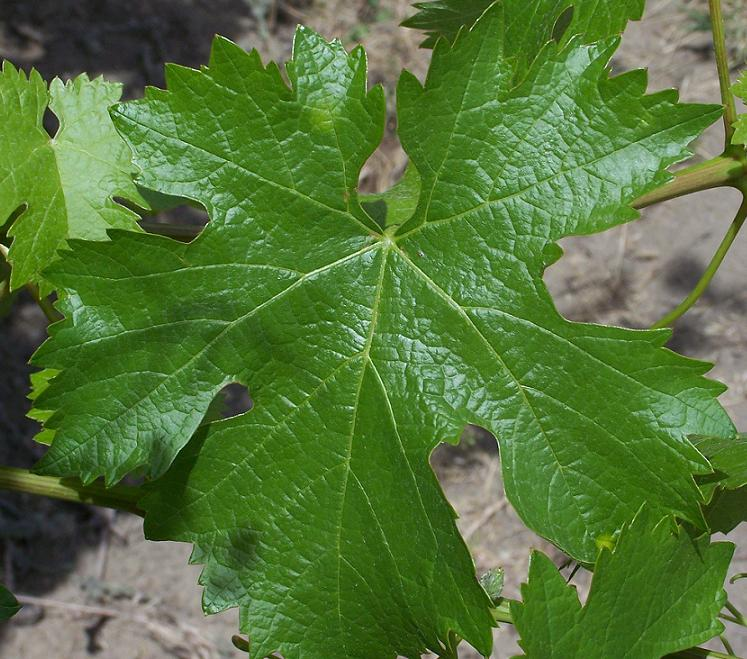
A cabernet franc levele

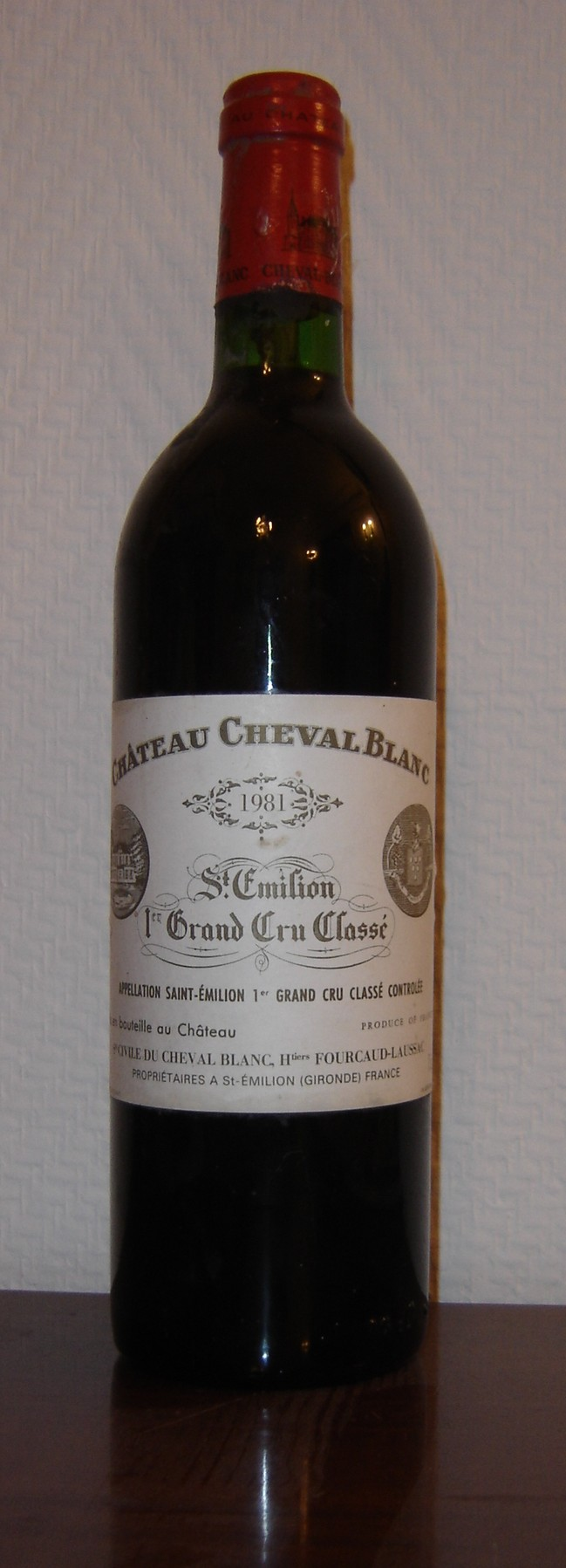
A Château Cheval Blanc borház, Premier Grand Cru classé A bora a legmagasabb minőséget képviseli.

A  cabernet franc  vagy cabernet frank világfajtának tekinthető a szőlőfélék (Vitaceae) családjába, a  bortermő szőlőkhöz (Vitis vinifera) tartozó vörösborszőlő, nemzetközi besorolás szerint a „nagy” kékszőlő fajták egyike. Ma a bordeaux-i borvidék hat legkiterjedtebb termőterületű vörösborszőlő fajtájának egyike (a további öt a cabernet sauvignon, merlot, carmenère, malbec és a petit verdot), a híres francia cuvée borok meghatározó szőlőfajtája. (Gyakran a cabernet sauvignonnal elegyesen ültetik.) Bora kiváló, fajtajelleges, sokrétegű: az érett gyümölcsösség mellett kellemesen fanyar, nagy extrakt tartalmú, bársonyos, sötét bíbor színű, ideális vörösbor.
Magyarországon is régóta ismert, mindig különlegességnek számított; az egri bikavér egyik alkotó fajtája.

## Története
A cabernet franc, régi francia szőlőfajta, már az 1600-as években jól ismerték és kedvelték. Feltételezik, hogy Bretagne-ból származik, erre utal a Loire-völgyi termőterületein elterjedt hasonneve a Breton; ugyanezzel magyarázzák hogy a hűvösebb éghajlaton is jól érzi magát. Bordeaux-ban a 18. század körül terjedt el.

### Hasonnevei
Acheria, Arrouya, Bidure, Bordo, Boubet, Bouchy, Bouchet, Breton, Burdelas Tinto, Cabernet, Cabernet Aunis, Cabernet Carbouet, Cabernet Franco, Cabernet Frank, Capbreton Rouge, Carmenet, Couahort pro Parte, Gamay de Ricenay, Gamput, Gros Bouchet, Gros Cabernet, Grosse Vidure, Mencía (Spanyolország), Kaberne Frank, Méssanges Rouge, Morenoa, Noir Dur, Petite Vidure, Petite Vigne Dure, Petit Fer, Petite Vidure, Plant Breton, Plant des Sables, Rouge, Sable Rouge, Trouchet Noir, Véronais és Veron Bouchy.

## Termőterületei

### Európa
A cabernet franc legnagyobb termőterületei Franciaországban Bordeaux-ban – kiemelten a Saint-Émilion AOC és Pomerol AOC eredetmegjelölésű termőterületeken – és a Loire völgyében fekszenek (összesen 38 627 hektár, 2005. évi adat). Ezen felül Olaszországban (7000 hektárnyi területen), elsősorban Friuliban és Venetóban, valamint Toszkánában (Bolgheri, Maremma) találjuk meg. Jelentős ültetvényei vannak Romániában, Spanyolországban – Katalóniában, és Magyarországon.
Hazánkban a cabernet franc igazi otthona a mediterrán jellegű Villány–Siklósi borvidék, de kicsit északabbra, a Szekszárd környékén is jól érzi magát a fajta. Ezen felül megtaláljuk az Egri és a Soproni borvidéken is. A cabernet franc borát általában bordeaux-i mintára cabernet sauvignon és merlot fajtkból készült borokkal házasítják, de gyakran találkozhatunk vele fajtaborként is.

### Amerikai kontinens
Az Amerikai Egyesült Államokban 1457 hektárnyi területen terem (2007. évi adat) – ebből Kaliforniában 800 hektár Napa-völgyben kb. 400 hektár, de elterjedt a hűvösebb éghajlatú New York és Michigan államokban, valamint a virginiai Monticellóban, továbbá a nyugati parton Washington állam szőlő- és bortermelő területein.
Kanadában Ontario, a Niagara-lépcső, a Prince Edward-sziget, az Erie-tó, továbbá északon a Pelee sziget és az Okanagan-völgy szőlőtermesztő területein termesztik, itt elsősorban jégbor készítésére használják. Dél-Amerikában Argentínában és Chilében (1142 hektár, 2006-os adat) elterjedt fajta.

### Ausztrália és Afrika
Jelen van Ausztráliában (588 hektár, 2007.) ahová több más szőlőfajtával együtt a cabernet franc fajta James Busby gyűjtése révén jutott 1832-ben. Fő termőterületeit Victoria állam  hűvösebb éghajlatú északkeleti részén, a McLaren Valley és az Adelaide környéki dűlőkön valamint a Clare Valley-ban találjuk.
Új-Zélandon 168 hektáros (2007-es adat),  és Dél-Afrikában 1.019 hektáros (2007-es adat) termőterületei vannak.

## Jellemzői
Tőkéje közepesen erős növekedésű, kis illetve közepes terméshozamú. Levele szabályos öt karéjú, kissé megnyúlt; a levélerek töve és a levélnyél pirosas színezetű. Fürtjei kicsik vagy közepesen nagyok, átlagosan 100 grammosak, kis, gömbölyű, hamvas, sötétkék vékony héjú bogyói jellegzetesen fűízűek.
Késői érésű fajta, október első felében érik, cukortartalma általában magas. Fagytűrő képessége kitűnő, a betegségekre kevéssé hajlamos: ellenáll a lisztharmatnak és rothadásnak.
Telepíthető klónja: E. 11 (E = Eger).

## Bora
Borászati szempontból a cabernet franc sok közös tulajdonságot mutat  a cabernet sauvignonnal: legfontosabb, hogy mindkét fajta kiemelkedő minőségű, élénk savakban gazdag bort ad. A cabernet franc önállóan és más borokkal házasítva is kiváló. Legtöbbször savignon-nal és merlot-tal keverik, így készül a francia cuvée (cabernet franc, savignon, merlot).
A cabernet franc bor mélyvörös színű, száraz minőségi vörösbor, jelentős extrakt és élénk csersavtartalommal.  Illatában a piros bogyós gyümölcsök – főként a málna, cseresznye, szilva és eper – jelennek meg, borsos fűszeresség és hosszú utóíz jellemzi. A tölgyfahordós (barrique) érlelés  különleges ízekkel „öltözteti” fel a cabernet franc bort: a mikrooxidáció révén különleges aromák, ízek és zamatok szabadulnak fel – legtöbbször vanília, kókusz, dohány valamint kellemes füst aroma jelenik meg –, az érő bor savai finomodnak. (A hosszabb hordós érlelés a bor eltarthatóságát is növeli.) Üvegben érlelve árnyalatnyi ibolya, gomba, és föld illat jelenik meg.

## Milyen ételekhez fogyasszuk?
A cabernet franc bora a nemes, fűszeres húsételekhez igazodik leginkább. A  cabernet franc fiatal borai (az éretlen tanninok) jól harmonizálnak a könnyű halételekkel és az angolosra sütött marhahúsételekkel. A nehezebb – marhabélszínből, hátszínből főzéssel és párolással készült – ételek, vadételek vagy barnamártással kínált húsételekhez, továbbá fűszeres, kemény sajtokhoz a lekerekedett, idősebb, puhább csersavú cabernet borok illenek.